# Saw: The Video Game
Saw of Saw: The Video Game is een survival horror-videospel dat werd ontwikkeld door Zombie Studios en uitgegeven door Konami. Het spel is compatibel met de PlayStation 3 en Xbox 360, met een downloadbare versie kort erna uitgebracht voor het Microsoft Windows-platform. Het spel werd op 6 oktober 2009 uitgebracht in Noord-Amerika en later dat jaar in andere regio's. De Microsoft Windows-versie werd uitgebracht op 22 oktober 2009. Het spel is verbonden aan de Saw filmserie en speelt zich af tussen de eerste en tweede film.
In Saw heeft de Jigsaw Killer detective David Tapp genezen van zijn schotwond en plaatst hij hem in een verlaten asiel om hem een lesje te leren over het waarderen van het leven. Helemaal op hol geslagen doorkruist Tapp het asiel en verzamelt aanwijzingen die op zijn pad komen in de hoop uiteindelijk Jigsaw aan te houden. In zijn tocht door het asiel, komt hij verschillende mensen tegen die met hem in het verleden en heden te maken hebben gehad en die hij moet redden. In het asiel zitten ook mensen die de opdracht hebben Tapp te doden. Gedurende zijn reis onthult Tapp de oorsprong van Jigsaw en de motieven achter zijn testen. Het ontwikkelaarsteam schakelde de Saw-makers James Wan en Leigh Whannell in om te helpen met de verhaallijn en het ontwerpen van enkele nieuwe vallen.
Na het uitbrengen kreeg Saw gemengde kritieken. Het werd geprezen voor zijn verhaallijn en verschillende eindes, evenals de meeslepende omgeving die trouw is aan de filmserie. De besturing en het gevechtssysteem werden niet zo gewaardeerd door critici. Nadat voormalige uitgever Brash Entertainment failliet ging, kocht Konami de auteursrechten en had daarna een belangrijke inbreng in de ontwikkeling van het spel. Een sequel, Saw II: Flesh & Blood, werd uitgebracht op meerdere platformen op 19 oktober 2010.

## Gameplay
Saw is voornamelijk een survival horror-game vanuit een derde persoonsperspectief, met elementen van het actiegenre. De speler bestuurt David Tapp, een voormalige detective die is opgesloten in een verlaten asiel vol met Jigsaw-vallen. Het primaire doel van het spel is om het asiel te doorkruisen en te overleven om te ontsnappen. Tapp beschikt over verschillende vaardigheden in het spel, zoals het doorzoeken van objecten zoals toiletten en lichamen om items te vinden zoals wapens, gezondheid of aanwijzingen die hij kan gebruiken om zijn doelstellingen te bereiken. Items zoals dossierstukken en cassettebandjes zijn op verborgen plekken in het asiel te vinden en geven aanvullende informatie over het verleden van het asiel en achtergrondinformatie over bepaalde slachtoffers.
Het gevechtssysteem van de game stelt de speler in staat om te blokkeren, tegenaanvallen uit te voeren en aanvallen te doen om vijanden af te schrikken. Er zijn meer dan achttien verschillende wapens beschikbaar voor spelers, waaronder loden pijpen, moppen, vuurwapens en explosieven. Bepaalde wapens kunnen ook voor andere doeleinden worden gebruikt, zoals het opensnijden van een lichaam om binnenin te zoeken, of het afbreken van een vervormde muur om verborgen paden te onthullen. Wapens in het spel slijten bij gebruik in realtime totdat ze onbruikbaar zijn. Als manier om gevechten te vermijden, heeft Tapp de mogelijkheid om bepaalde vallen opnieuw in te stellen of te plaatsen nadat hij ze heeft geactiveerd. Bijvoorbeeld, hij kan waterplassen elektrificeren of explosieve mijnen creëren en plaatsen op een van "Jigsaw's Werktafels". Tapp's gezondheidbalk, eenmaal uitgeput, kan alleen worden hersteld met verbanden of injectienaalden, die in een inventaris van items kunnen worden opgeslagen. Wanneer Tapp gezondheid verliest, vervaagt de omgeving langzaam naar zwart-wit totdat Tapp zichzelf geneest of sterft.
Op bepaalde momenten in de game zal de speler vergezeld worden door AI-teamgenoten die Tapp helpen. Er zijn veel momenten in de game waar meerdere paden beschikbaar zijn die genomen kunnen worden om bepaalde gebieden te vermijden of verborgen items te onthullen. Verlichting speelt een dynamische rol in de game. Terwijl Tapp begint met een aansteker, kunnen later in het spel andere lichtbronnen zoals zaklampen of flitsers worden gevonden. Minigames zijn een belangrijk onderdeel van de game. Deze omvatten een zoekspel waarbij een röntgenbeeld wordt gebruikt om gevaren zoals scheermessen of spuiten te vermijden, en een spel waarbij een sleutel moet worden gepakt voordat een "Pijnmeter" volloopt en Tapp verwondt. Andere puzzelminigames omvatten het van stroom voorzien van groepen, het plaatsen van draaiende tandwielen in een doos en het afstemmen van stoomkleppen. Er zijn deuren die zijn uitgerust met shotguns die aan katrollen zijn bevestigd, verspreid over het asiel. Wanneer de speler een van deze deuren tegenkomt, moet hij een willekeurig toegewezen knop indrukken voordat de katrol te ver valt, anders zal het wapen afgaan. Er zijn puzzels genaamd "environmental traps", waarin Tapp verschillende elementen in de omgeving moet gebruiken, de in-game camera moet gebruiken of naar bepaalde locaties moet gaan om een taak te voltooien.